# Maraces flavobalteata
Maraces flavobalteata är en stekelart som beskrevs av Cameron 1902. Maraces flavobalteata ingår i släktet Maraces och familjen brokparasitsteklar.

## Underarter
Arten delas in i följande underarter:
- M. f. celebensis
- M. f. fulvipes
- M. f. luzonensis